# Piełym (osiedle typu miejskiego)
Piełym – osiedle typu miejskiego w Rosji, w obwodzie swierdłowskim. W 2010 roku liczyło 3376 mieszkańców.